# Dee Dee Bridgewater

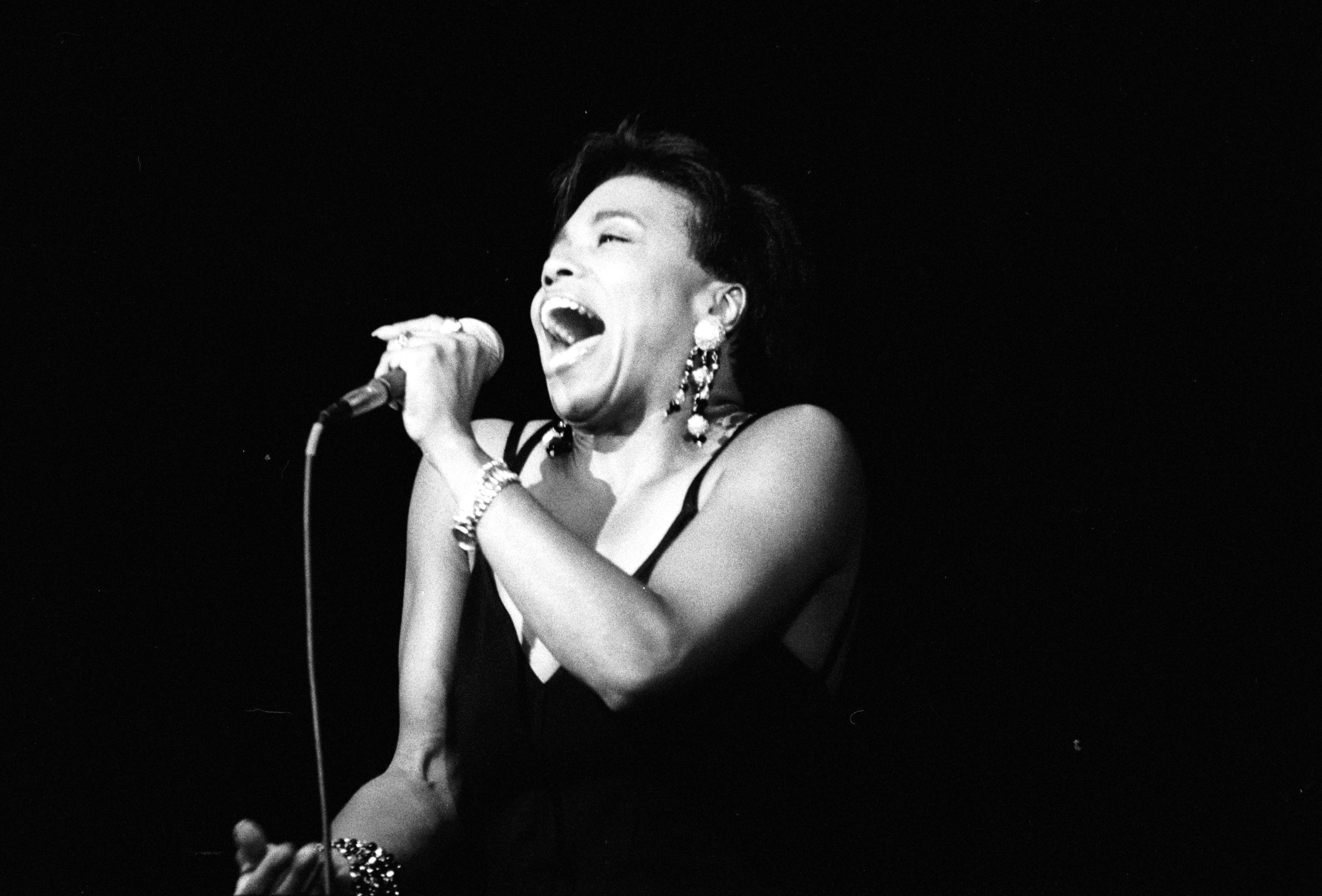
Dee Dee Bridgewater

Denise Eileen Garett, känd under artistnamnet Dee Dee Bridgewater, född 27 maj 1950 i Memphis, Tennessee i USA, är en amerikansk jazzsångerska, skådespelerska och FN-ambassadör för FN:s jordbruks- och livsmedelsorganisation FAO. Hon räknas som en av de mest inflytelserika jazzsångerskorna genom tiderna.
Under sin karriär har hon bland annat vunnit två Grammys och ett Tony Award. Förutom engelska sjunger hon även på franska.

## Diskografi (i urval)
- 1974 - Afro Blue
- 1989 - Live in Paris
- 1992 - In Montreux
- 1993 - Keeping Tradition
- 1995 - Love And Peace: A Tribute To Horace Silver
- 1997 - Dear Ella
- 2000 - Live at Yoshi`s
- 2002 - This is New
- 2005 - J'ai Deux Amours
- 2007 - Red Earth
- Wikimedia Commons har media som rör Dee Dee Bridgewater.